# Новокомишинський
Новокоми́шинський (рос. Новокамышинський) — селище у складі Ленінськ-Кузнецького округу Кемеровської області, Росія.

## Населення
Населення — 81 особа (2010; 148 у 2002).
Національний склад (станом на 2002 рік):
- росіяни — 88 %